# 薩洛涅茨湖
薩洛涅茨湖（白俄羅斯語：Салонец）是白俄羅斯的湖泊，位於烏沙奇西北11公里，由維捷布斯克州負責管轄，長1.17公里、寬0.8公里，面積0.73平方公里，流域面積18.5平方公里，湖岸線長度4.42公里，最大水深5.9米。